# Kitekintő.hu
A Kitekintő napi frissítésű, a külpolitikai hírekre specializálódott tematikus hírportál.

## Története
A portál ötlete három külpolitika iránt érdeklődő ismerős felismeréséből született 2006 őszén, mikor is világossá vált, hogy nincs olyan magyar nyelvű oldal, amely nem csak érintőlegesen, az MTI híreire alapozva foglalkozna a külpolitikával. A kezdeményezés 2007 februárjára érett portállá, melyhez mind az informatikai szükségleteket, mind a tartalmat egy szűk ismerősi kör szolgáltatta baráti alapon. Az üzleti vállalkozás lassanként fejlődött a tartalomszolgáltatás mellé, így az oldal 2016. június 30-ig külső befektető nélkül, tisztán a reklámbevételekből működött. A portál egy nap átlagosan 30 000 érdemi oldalletöltést számlált.
Az oldal üzemeltetését fenntartási nehézségek miatt 2016. július 1-jével az alapítók átadták a Flux Communications Kft-nek, akik külpolitikai és gazdasági tematikát szolgáltatva viszik tovább a Kitekintőt. A megújult Kitekintő 2016. július 15-én kezdte meg működését.